# El Chichonal
El Chichonal är en ort i Mexiko.   Den ligger i kommunen Calakmul och delstaten Campeche, i den östra delen av landet, 1 000 km öster om huvudstaden Mexico City. El Chichonal ligger 231 meter över havet och antalet invånare är 156.
Terrängen runt El Chichonal är huvudsakligen platt. El Chichonal ligger nere i en dal. Runt El Chichonal är det glesbefolkat, med 11 invånare per kvadratkilometer. Närmaste större samhälle är Xpujil, 16,8 km öster om El Chichonal. I omgivningarna runt El Chichonal växer i huvudsak städsegrön lövskog.